# Aeroportul Whalsay
Aeroportul Whalsay (IATA: WHS, ICAO: EGEH) este un aeroport din Shetland, Scoția, Regatul Unit.
aeroportul dispune de o singură pistă.